# Kenji Sakaguchi
Kenji Sakaguchi (坂口 健司 Sakaguchi Kenji?,  nacido el 5 de marzo de 1975 en Saitama) es un exfutbolista japonés que se desempeñaba como centrocampista.

## Trayectoria

### Clubes
| Club       | País  | Año         |
| ---------- | ----- | ----------- |
| Urawa Reds | Japón | 1993 - 1994 |